# Phare de Czołpino
Le phare de Czołpino (en polonais : Latarnia Morska Czołpino) est un phare situé à Czołpino dans la gmina de Smołdzino (Voïvodie de Poméranie - Pologne). Le phare se trouve entre le phare d'Ustka et le phare de Stilo.
Ce phare est sous l'autorité du Bureau maritime régional (en polonais : Urząd Morski (pl)) de Słupsk.
Ce phare, et les bâtiments annexes, est classé au titre des monuments historiques de Pologne.

## Histoire
La construction du phare a démarré en 1872 et a été achevée le 15 janvier 1875. En 1926, sa lanterne a été équipée d'un appareil optique fabriqué en France. C'est une lentille de Fresnel  hyperradiante à tambour, composée de 43 anneaux prismatiques.
La tour est située sur l'une des plus hautes dunes du Parc national de Słowiński, une réserve de biosphère. C'est une tour cylindrique en brique non peinte de 25 m de haut, avec galerie et grande lanterne blanche au dôme noir. Pendant la République populaire de Pologne (1952-1989) la phare se trouvait en zone militaire. À partir de 1993-94, le phare est redevenu en zone civile et peut être visité durant l'été. Il émet, à une hauteur focale de 75 m, deux éclats blancs par période de 8 secondes et a une portée maximale de 38 kilomètres.
Le phare est aussi l'une des stations côtières AIS-PL de l'HELCOM, qui surveille automatiquement le trafic maritime dans cette zone côtière.
Identifiant : ARLHS : POL002 - Amirauté : C2940 - NGA : 6616 .

## Caractéristique dufeu maritime
- Fréquence sur 8 secondes :
  - Lumière : 1 seconde
  - Obscurité : 2 secondes
  - Lumière : 3 secondes
  - Obscurité : 2 secondes

|          |
| Le phare |

|             |
| La lanterne |

### Lien connexe
- Liste des phares de Pologne